# Vladimír Kajdoš
Vladimír Kajdoš (21. února 1893 Němčice u Holešova – 8. července 1970 Frenštát pod Radhoštěm) byl český a československý generál Československé armády a politik, v roce 1938 náčelník Hlavního štábu československé branné moci, za druhé republiky ministr železnic a ministr pošt a telegrafů.

## Biografie
Absolvoval obecnou školu v rodných Němčicích a Arcibiskupské gymnázium v Kroměříži, kde maturoval roku 1912. Pak začal studovat klasickou filologii na Filozofické fakultě Univerzity Karlovy. Po vypuknutí první světové války ale studia nedokončil, protože byl povolán do rakousko-uherské armády a odeslán do školy pro záložní důstojníky zeměbranecké pěchoty v Brně. Od září 1915 velel zeměbranecké pěší četě na východní frontě. Po dvou týdnech v boji byl zajat Rusy. Do července 1916 byl internován v ruském zajateckém táboře. Pak dobrovolně vstoupil do srbských jednotek, které se formovaly v Rusku. V jejich rámci velel střelecké četě a podílel se na bojích v Dobrudži. Od ledna 1917 se stal příslušníkem Československých legií. Zastával v nich post velitele střelecké čety a od dubna 1917 působil coby emisar pro rekrutování dobrovolníků do legií ze zajateckých táborů. V říjnu 1918 se stal velitelem střelecké roty 2. střeleckého pluku Jiřího z Poděbrad.
Podílel se na ústupových bojích legií s bolševiky v Rusku. Od září 1918 velel samostatnému oddílu v podhůří Uralu a následně velel střelecké rotě. Do Československa se vrátil v červnu 1920. Téhož roku nastoupil do Kurzu na výchovu důstojníků generálního štábu v Praze a vystudoval Válečnou školu v Praze. Od září 1923 byl důstojníkem generálního štábu Československé armády. V říjnu 1923 byl ustanoven přednostou oddělení štábu, roku 1924 náčelníkem štábu 9. divize v Trnavě. V září 1928 nastoupil na Hlavní štáb branné moci v Praze na postu přednosty skupiny. V červnu 1930 byl krátce velitelem polního praporu 28. pěšího pluku v Praze. V září 1930 znovu nastoupil na Hlavní štáb branné moci, kde v září 1931 povýšil na přednostu organizačního oddělení. V prosinci 1933 se stal velitelem 40. pěšího pluku ve Valašském Meziříčí. Od ledna 1935 studoval v Kurzu pro vyšší velitele v Praze. V září 1935 se stal druhým zástupcem náčelníka Hlavního štábu branné moci. Během událostí v září 1938 zastával post náčelníka Hlavního štábu československé branné moci a řídil všechny jednotky zápolní armády.
K roku 1938 se uvádí jako brigádní generál. Tehdy se krátce zapojil do aktivní politiky. Od 4. října 1938 zastával funkci ministra železnic a pověřeného ministra pošt a telegrafů v druhé vládě Jana Syrového. Na postu setrval do 1. prosince 1938. Ve funkci ministra řešil urgentní stabilizaci komunikační sítě narušené mnichovským záborem a využíval pro tyto účely vojenské jednotky. Od prosince 1938 byl opět druhým zástupcem náčelníka Hlavního štábu branné moci. Po zániku Československa byl v březnu 1939 pověřen řízením likvidace velících struktur bývalé Československé armády. Od léta roku 1939 se podílel na výstavbě protektorátního Vládního vojska a v této fázi udržoval kontakty s odbojem. V prosinci 1939 odešel do penze, síť napojení na odboj se udržoval i nadále. Zároveň se vrátil k nedokončenému studiu filologie a spolu s Vladimírem Šrámkem pracoval na moderním překladu Starého zákona do češtiny. V květnu 1945 se účastnil Květnového povstání českého lidu a vrátil se do armády. Od dubna 1946 v ní zastával pozici předsedy Odvolacího kárného výboru v Praze.
V červenci 1947 byl penzionován. Následující fázi života trávil ve Frenštátu pod Radhoštěm, kde pracoval v okresním archivu a zabýval se regionální historií.

## Vyznamenání
- Československý válečný kříž 1914–1918, 1919
- Československá medaile Vítězství, 1919
- Československá revoluční medaile, 1919
- Pamětní medaile na válku 1914-1918[6], 1923 (království Jugoslávie)
- Řád jugoslávské koruny , III. třída, 1932 (království Jugoslávie)
- Řád čestné legie, V. třída – rytíř, 1933 (Francie)
- Řád jugoslávské koruny , II. třída, 1935 (království Jugoslávie)
- Řád rumunské hvězdy[7], II. třída, 1936 (Rumunsko)
- Pamětní medaile 2. střeleckého pluku Jiřího z Poděbrad